# Chicago (2002.)
Chicago je filmski mjuzikl s elementima komedije redatelja Roba Marshalla iz 2002. godine, temeljen na istoimenom kazališnom mjuziklu iz 1976. Film je nominiran za 13 nagrada Oscar, a osvojio ih je 6, uključujući onu za najbolji film.

## Radnja
Velma Kelly (Catherine Zeta Jones) je zvijezda kabaretskih predstava koja ubije svoga muža i sestru nakon što ih je zajedno uhvatila u krevetu.Ništa manje bolja od nje je Roxie Hart (Renee Zellweger),naivna djevojka koja je zaluđena slavom i publicitetom koji uz nju dolazi.Nakon što otkrije da njezin ljubavnik Fred Casely (Dominic West) nikada joj nije mislio ni pomoći u ostvarivanju njenog sna,ona ga ubije.Preko noći postane medijska senzacija koja je prati i kroz život u zatvoru koji vodi Matron Mama Morton (Queen Latifah).Ona je poveže s odvjetnikom Billyjem Flynnom (Richard Gere)koji dosada nikada nije izgubio niti jedan slučaj.Znajući da joj je Velma velika konkurencija,Roxie smišlja trikove kako bi svu medijsku pozornost usmjerila na sebe.Ali Velma želi isto što i ona,postati velika pjevačka zvijezda,no u Chicagu ima mjesta samo za jednu... Ili možda ne?

## Glavne uloge
- Renee Zellweger kao Roxie Hart, za tu ulogu nominirana za Oscar
- Richard Gere kao Billy Flynn
- Catherine Zeta-Jones kao Velma Kelly, za tu ulogu nagrađena Oscarom
- Queen Latifah kao "Mama" Morton, za tu ulogu nominirana za Oscar
- John C. Reilly kao Amos Hart, za tu ulogu nominiran za Oscar

## Vanjske poveznice
- Chicago u internetskoj bazi filmova IMDb-a
- Chicago na Rotten Tomatoes (engl.)